# Gerhard Schaffran

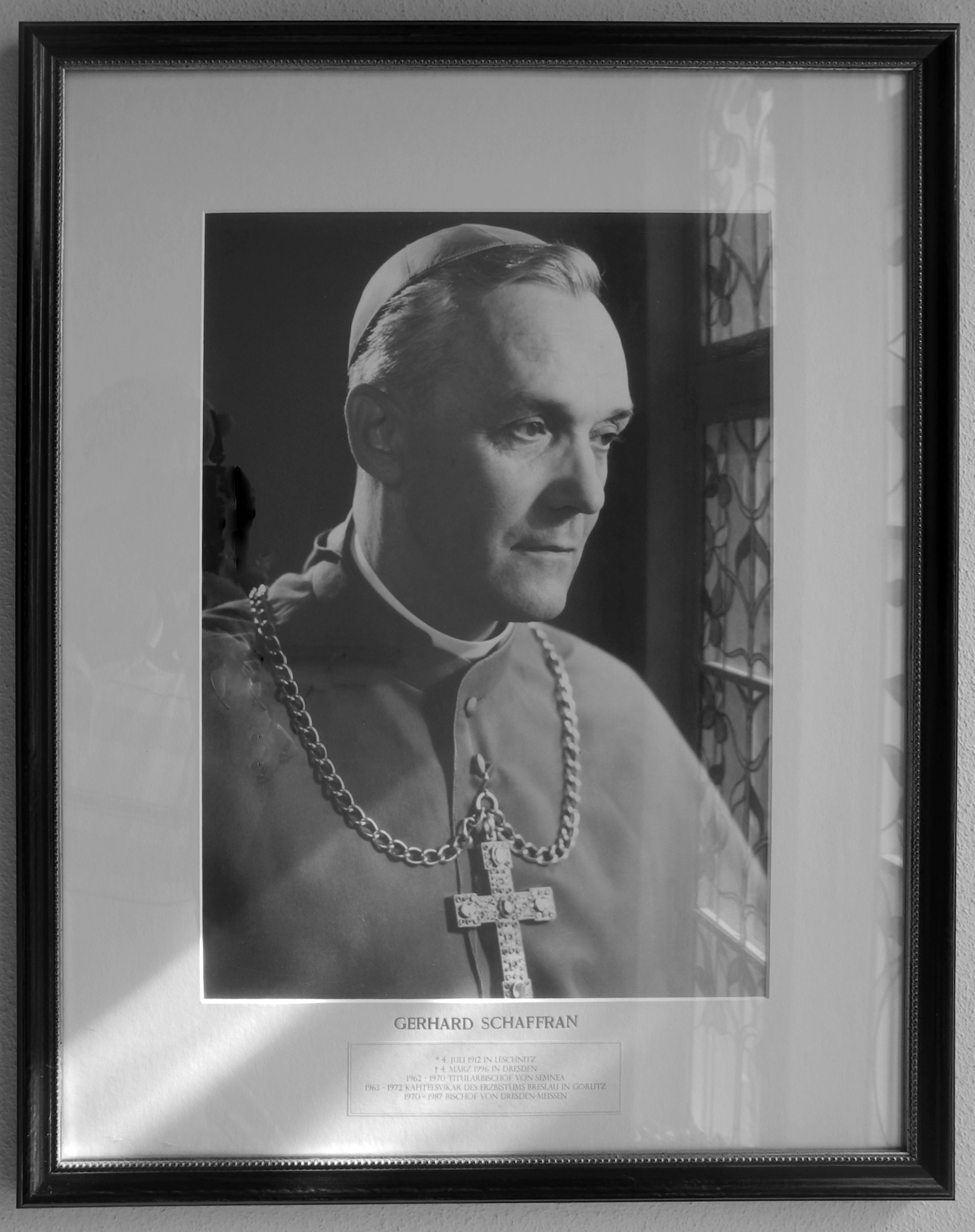
Bischof Gerhard Schaffran

Gerhard Schaffran (* 4. Juli 1912 in Leschnitz, Landkreis Groß Strehlitz, Provinz Schlesien; † 4. März 1996 in Dresden) war Kapitelsvikar des Erzbistums Breslau für das Erzbischöfliche Amt Görlitz und Bischof von Dresden-Meißen.

## Leben

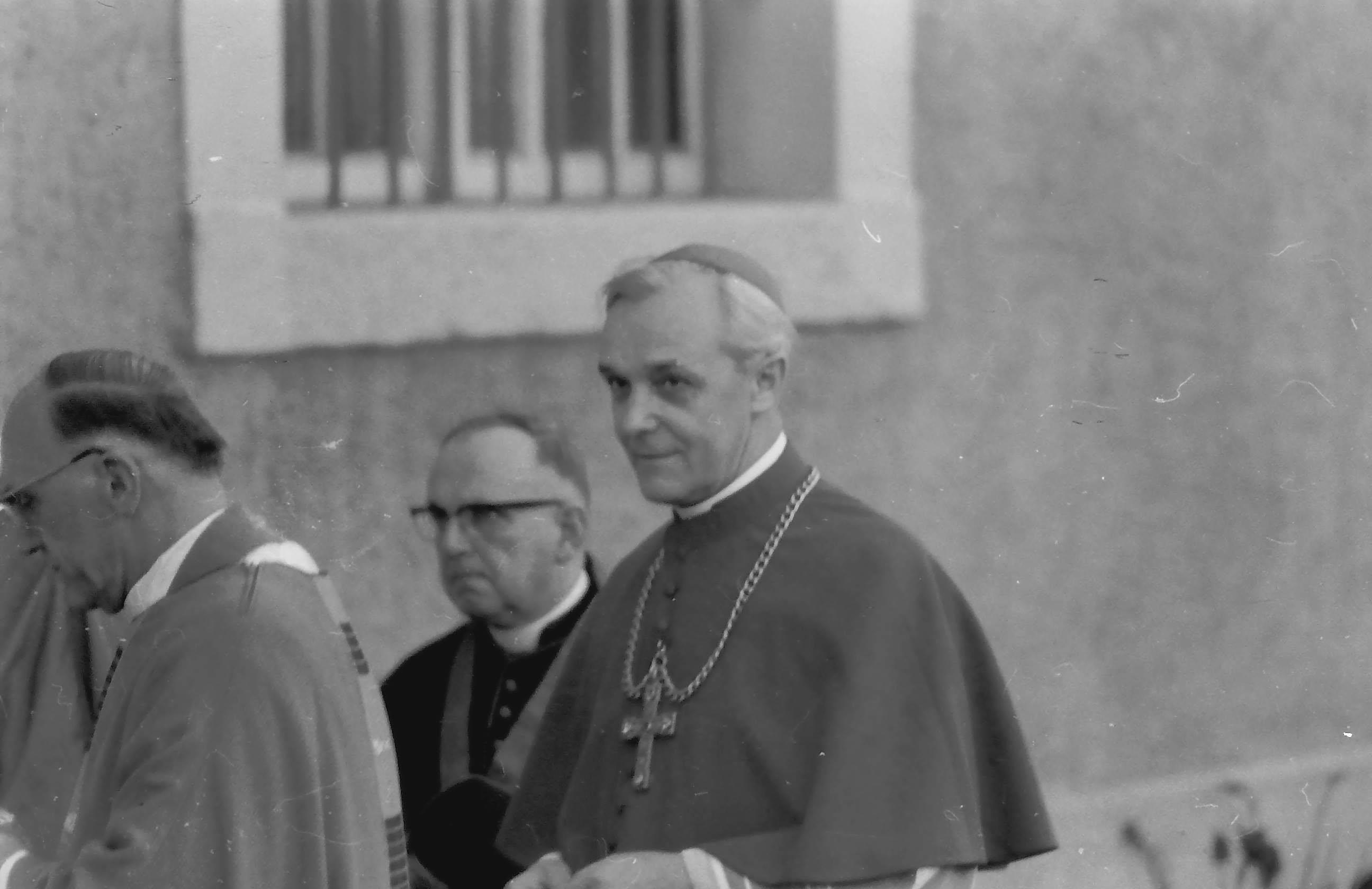
Bischof Gerhard Schaffran bei seinem Antrittsbesuch in Crostwitz im November 1970

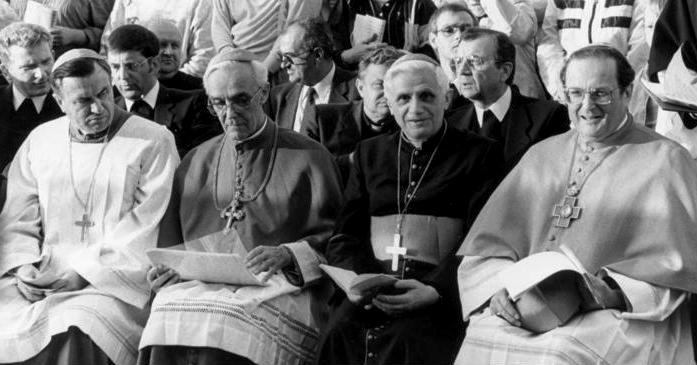
Bischof Karl Lehmann, Bischof Gerhard Schaffran, Joseph Kardinal Ratzinger und Joachim Kardinal Meisner (1987)

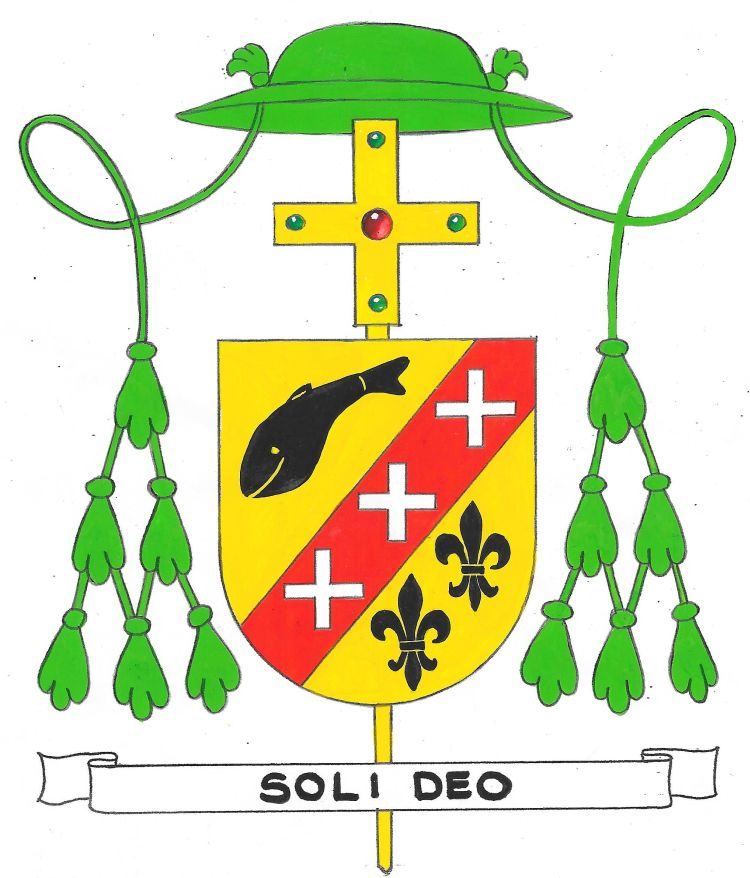
Bischöfliches Wappen

Schaffran wurde als Sohn eines Lehrers geboren. Dieser war zuvor von Breslau nach Leschnitz am Annaberg versetzt worden. Im Ersten Weltkrieg fiel er als Offizier und die Witwe zog mit Gerhard und dessen Geschwistern nach Görlitz. Gerhard Schaffran besuchte zunächst ein Gymnasium in Berlin, legte das Abitur in Görlitz ab und studierte in Breslau Katholische Theologie. Nach seiner Priesterweihe am 1. August 1937 durch Adolf Kardinal Bertram war Schaffran zuerst Kaplan in Breslau, durch den Krieg dann Militärpfarrer und anschließend als Gefangenenseelsorger freiwillig in sowjetischer Kriegsgefangenschaft in Aserbaidschan. Nach seiner Entlassung ging er bewusst in die DDR, wo er Rektor des Katechetenseminars in Görlitz war und ab 1959 als Dozent für Homiletik am Priesterseminar in Neuzelle und als Gefängnisseelsorger wirkte.
Am 24. November 1962 wurde Schaffran zum Titularbischof von Semnea und Weihbischof des Kapitelsvikars Ferdinand Piontek ernannt. Die Bischofsweihe spendete ihm am 22. Januar 1963 der Berliner Bischof Alfred Bengsch; Mitkonsekratoren waren die Weihbischöfe Friedrich Maria Rintelen aus Magdeburg und Hugo Aufderbeck aus Erfurt. Schaffrans Wahlspruch lautete Soli Deo.
Am 8. November 1963 wählte ihn das Görlitzer Domkapitel zum Nachfolger von Bischof Ferdinand Piontek und am 26. November 1963 wurden ihm vom Heiligen Stuhl, wie Piontek, alle Rechte eines residierenden Bischofs verliehen. Zur Unterstützung wurde ihm nach seiner Ernennung zum Bischof von Meißen ein Weihbischof zur Seite gestellt, Bernhard Huhn, der in der Nachfolge Schaffrans 1972 in Görlitz Apostolischer Administrator dieses Diözesangebietes wurde.
Am 23. September 1970 trat Gerhard Schaffran das Amt als Bischof von Meißen an. Bis 1987 leitete er das Bistum Meißen, dessen Name am 15. November 1979 in Bistum Dresden-Meißen geändert und dessen Sitz 1980 von Bautzen nach Dresden verlegt wurde. Von 1980 bis 1982 saß er der Berliner Bischofskonferenz vor. Ein Höhepunkt in seinem Wirken war die Ausrichtung des einzigen Katholikentreffens in der DDR vom 10. bis 12. Juli 1987 in Dresden.
Am 1. August 1987 nahm Papst Johannes Paul II. sein gemäß Kirchenrecht vorgebrachtes Rücktrittsgesuch an. Schaffran starb 1996 in Dresden und wurde in der Bischofsgruft der Katholischen Hofkirche beigesetzt.

## Schriften
- Die Stifte Melk, Dürnstein, Göttweig, Klosterneuburg. Langewiesche 1958, zusammen mit Gerhard Kerff.